# Ralph Edgeworth-Johnstone
Ralph Edgeworth-Johnstone, britanski general, * 1893, † 1990.